# Episodi di BrainDead - Alieni a Washington
La prima stagione della serie televisiva BrainDead - Alieni a Washington, composta da 13 episodi, è stata trasmessa in prima visione negli Stati Uniti d'America da CBS dal 13 giugno 2016 all'11 settembre 2016.
In Italia la stagione è trasmessa in prima visione dal canale Rai 4, dal 15 settembre 2016 con due episodi a settimana, il giovedì alle 22:45.
| n° | Titolo originale | Titolo italiano                                                                              | Prima TV USA      | Prima TV Italia   |
| -- | --- | -------------------------------------------------------------------------------------------- | ----------------- | ----------------- |
| 1  | The Insanity Principle: How Extremism in Politics Is Threatening Democracy in the 21st Century                                           | Senza cervello                                                                               | 13 giugno 2016    | 15 settembre 2016 |
| 2  | Playing Politics: Living Life in the Shadow of the Budget Showdown - A Critique                                                          | Il gioco delle sedie                                                                         | 20 giugno 2016    | 15 settembre 2016 |
| 3  | Goring Oxes: How You Can Survive the War on Government Through Five Easy Steps                                                           | Larva assassina                                                                              | 27 giugno 2016    | 22 settembre 2016 |
| 4  | Wake Up Grassroots: The Nine Virtues of Participatory Democracy, and How We Can Keep America Great by Encouraging an Informed Electorate | Unica via                                                                                    | 11 luglio 2016    | 22 settembre 2016 |
| 5  | Back to Work: A Behind-the-Scenes Look at Congress and How It Gets Things Done (and Often Doesn't)                                       | Di nuovo al lavoro                                                                           | 24 luglio 2016    | 29 settembre 2016 |
| 6  | Notes Toward a Post-Reagan Theory of Party Alliance, Tribalist, and Loyalty: Past as Prologue                                            | L'emisfero destro                                                                            | 31 luglio 2016    | 29 settembre 2016 |
| 7  | The Power of Euphemism: How Torture Became a Matter of Debate in American Politics                                                       | Il potere dell'eufemismo                                                                     | 7 agosto 2016     | 6 ottobre 2016    |
| 8  | The Path to War Part One: The Gathering Political Storm                                                                                  | La strada verso la guerra - Parte prima: la tempesta all'orizzonte                           | 14 agosto 2016    | 6 ottobre 2016    |
| 9  | Taking on Water: How Leaks in D.C. Are Discovered and Patched                                                                            | Fughe di notizie                                                                             | 21 agosto 2016    | 13 ottobre 2016   |
| 10 | The Path to War Part Two: The Impact of Propaganda on Congressional War Votes                                                            | La strada verso la guerra - Parte seconda: L'impatto della propaganda sui voti del Congresso | 28 agosto 2016    | 13 ottobre 2016   |
| 11 | Six Points on the New Congressional Budget: The False Dichotomy of Austerity vs. Expansionary Policies                                   | Corta vita alla regina                                                                       | 4 settembre 2016  | 20 ottobre 2016   |
| 12 | Talking Points Toward a Wholistic View of Activism in Government: Can the Top Rebel?                                                     | Non ci sposteranno!                                                                          | 11 settembre 2016 | 20 ottobre 2016   |
| 13 | The End of All We Hold Dear: What Happens When Democracies Fail: A Brief Synopsis                                                        | Il fallimento della democrazia                                                               | 11 settembre 2016 | 20 ottobre 2016   |

## Senza cervello
- Titolo originale: The Insanity Principle: How Extremism in Politics is Threatening Democracy in the 21st Century
- Diretto da: Robert King
- Scritto da: Robert King & Michelle King

### Trama
Dopo che il finanziamento per il suo ultimo documentario finisce, Laurel Healy accetta un'offerta da suo padre per lavorare per suo fratello, il senatore Luke Healy, così che lui le darà metà del denaro. Nel frattempo, una grande meteora viene recuperata in Russia ed inviata negli Stati Uniti a bordo di una nave usata per il commercio; una grande colonia di alieni simili a formiche si annidano all'interno della meteora e fuggendo infettano l'equipaggio.